# نشان تعلیم و تربیت
نشان تعلیم و تربیت از نشان‌های افتخار در ایران است. براساس ماده ۱۶ آیین‌نامه اعطای نشان‌های دولتی، نشان «تعلیم و تربیت» به منظور تأکید بر اهمیت فراگیری علم و ضرورت انتقال تربیت اسلامی در جامعه، به اشخاصی اعطا می‌شود که در امور ذیل ابراز لیاقت نموده باشند:
1. توسعه و انتقال علم و دانش و فن و حرفه
2. طراحی و اجرای شیوه‌های ابتکاری و موفق در امر تعلیم و تربیت
3. تلاش چشمگیر و موفقیت‌آمیز در مؤدب و متخلق نمودن تعلیم گیرندگان به آداب اسلامی و اخلاق پسندیده اجتماعی

## دریافت کنندگان
| نام دریافت کننده   | نوع نشان           | درجه     | اهدا شده توسط       | در تاریخ      |
| ------------------ | ------------------ | -------- | ------------------- | ------------- |
| غلامعلی حداد عادل  | نشان تعلیم و تربیت | درجه دوم | اکبر هاشمی رفسنجانی | ۱۸ مرداد ۱۳۷۴ |
| جعفر علاقه‌مندان    | نشان تعلیم و تربیت | درجه سوم | اکبر هاشمی رفسنجانی | ۳۱ مرداد ۱۳۷۵ |
| علی شریعتمداری     | نشان تعلیم و تربیت | درجه یکم | سید محمد خاتمی      | ۲۷ خرداد ۱۳۷۶ |
| محسن چینی‌فروشان    | نشان تعلیم و تربیت | درجه سوم | سید محمد خاتمی      | ۱۱ مرداد ۱۳۷۶ |
| محسن قرائتی        | نشان تعلیم و تربیت | درجه دوم | سید محمد خاتمی      | ۱۹ خرداد ۱۳۷۸ |
| فخرالدین حجازی     | نشان تعلیم و تربیت | درجه دوم | سید محمد خاتمی      | ۱۳ مرداد ۱۳۸۲ |
| حمیدرضا حاجی‌بابایی | نشان تعلیم و تربیت | درجه یکم | محمود احمدی‌نژاد     | ۲۲ خرداد ۱۳۹۲ |